# Qualificazioni al campionato mondiale di calcio 1982 - CAF
Sono elencate di seguito le date e i risultati della zona africana (CAF) per le qualificazioni al mondiale del 1982.

## Formula
29 membri FIFA: si contendono 2 posti disponibili per la fase finale. Il  Sudan, la  Liberia, il  Togo e lo  Zimbabwe accedono direttamente al secondo turno,  Ghana e  Uganda si ritirano al primo turno, la  Libia al secondo, mentre la  Rep. Centrafricana viene esclusa dalla FIFA. Rimangono così 28 squadre per 2 posti. Le qualificazioni si compongono di 4 turni:
- Primo Turno: 24 squadre, giocano playoff con partite di andata e ritorno. Le vincenti accedono al secondo turno.
- Secondo Turno: 16 squadre (12 del primo turno più  Sudan,  Liberia,  Togo e  Zimbabwe), giocano playoff con partite di andata e ritorno. Le vincenti accedono al terzo turno.
- Terzo Turno: 8 squadre, giocano playoff con partite di andata e ritorno. Le vincenti accedono al quarto turno.
- Quarto Turno: 4 squadre, giocano playoff con partite di andata e ritorno. Le vincenti si qualificano alla fase finale.

## Primo Turno
| Data           | Luogo      | Squadra 1 | Risultato | Squadra 2 |
| -------------- | ---------- | --------- | --------- | --------- |
| 22 giugno 1980 | Dakar      | Senegal   | 0 - 1     | Marocco   |
| 6 luglio 1980  | Casablanca | Marocco   | 0 - 0     | Senegal   |

| Data           | Luogo    | Squadra 1 | Risultato | Squadra 2 |
| -------------- | -------- | --------- | --------- | --------- |
| 13 luglio 1980 | Kinshasa | Zaire     | 5 - 2     | Mozambico |
| 27 luglio 1980 | Maputo   | Mozambico | 1 - 2     | Zaire     |

| Data           | Luogo   | Squadra 1 | Risultato | Squadra 2 |
| -------------- | ------- | --------- | --------- | --------- |
| 29 giugno 1980 | Yaoundé | Camerun   | 3 - 0     | Malawi    |
| 20 luglio 1980 | Kasungu | Malawi    | 1 - 1     | Camerun   |

| Data           | Luogo   | Squadra 1 | Risultato | Squadra 2 |
| -------------- | ------- | --------- | --------- | --------- |
| 22 giugno 1980 | Conakry | Guinea    | 3 - 1     | Lesotho   |
| 6 luglio 1980  | Maseru  | Lesotho   | 1 - 1     | Guinea    |

| Data           | Luogo  | Squadra 1 | Risultato          | Squadra 2 |
| -------------- | ------ | --------- | ------------------ | --------- |
| 29 giugno 1980 | Tunisi | Tunisia   | 2 - 0              | Nigeria   |
| 12 luglio 1980 | Lagos  | Nigeria   | 2 - 0 4 - 3 d.c.r. | Tunisia   |

| Data          | Luogo   | Squadra 1 | Risultato | Squadra 2 |
| ------------- | ------- | --------- | --------- | --------- |
| 8 maggio 1980 | Tripoli | Libia     | 2 - 1     | Gambia    |
| 6 luglio 1980 | Banjul  | Gambia    | 0 - 0     | Libia     |

| Data           | Luogo       | Squadra 1 | Risultato | Squadra 2 |
| -------------- | ----------- | --------- | --------- | --------- |
| 17 maggio 1980 | Addis Abeba | Etiopia   | 0 - 0     | Zambia    |
| 1º giugno 1980 | Ndola       | Zambia    | 4 - 0     | Etiopia   |

| Data           | Luogo      | Squadra 1 | Risultato | Squadra 2 |
| -------------- | ---------- | --------- | --------- | --------- |
| 16 luglio 1980 | Niamey     | Niger     | 0 - 0     | Somalia   |
| 27 luglio 1980 | Mogadiscio | Somalia   | 1 - 1     | Niger     |

| Data           | Luogo    | Squadra 1    | Risultato | Squadra 2    |
| -------------- | -------- | ------------ | --------- | ------------ |
| 31 maggio 1980 | Freetown | Sierra Leone | 2 - 2     | Algeria      |
| 13 giugno 1980 | Orano    | Algeria      | 3 - 1     | Sierra Leone |

| Data | Luogo | Squadra 1 | Risultato | Squadra 2 |
| ---- | ----- | --------- | --------- | --------- |
|      |       | Egitto    | N/G       | Ghana     |

| Data           | Luogo         | Squadra 1 | Risultato | Squadra 2 |
| -------------- | ------------- | --------- | --------- | --------- |
| 5 luglio 1980  | Nairobi       | Kenya     | 3 - 1     | Tanzania  |
| 19 luglio 1980 | Dar es Salaam | Tanzania  | 5 - 0     | Kenya     |

| Data | Luogo | Squadra 1  | Risultato | Squadra 2 |
| ---- | ----- | ---------- | --------- | --------- |
|      |       | Madagascar | N/G       | Uganda    |

 Marocco,  Zaire,  Camerun,  Guinea,  Nigeria,  Libia,  Zambia,  Niger,  Algeria,  Egitto,  Tanzania e  Madagascar qualificate al secondo turno.

## Secondo Turno
| Data | Luogo | Squadra 1 | Risultato | Squadra 2 |
| ---- | ----- | --------- | --------- | --------- |
|      |       | Egitto    | N/G       | Libia     |

| Data             | Luogo      | Squadra 1 | Risultato | Squadra 2 |
| ---------------- | ---------- | --------- | --------- | --------- |
| 12 dicembre 1980 | Costantina | Algeria   | 2 - 0     | Sudan     |
| 28 dicembre 1980 | Khartoum   | Sudan     | 1 - 1     | Algeria   |

| Data             | Luogo  | Squadra 1 | Risultato | Squadra 2 |
| ---------------- | ------ | --------- | --------- | --------- |
| 14 dicembre 1980 | Niamey | Niger     | 0 - 1     | Togo      |
| 28 dicembre 1980 | Lomé   | Togo      | 1 - 2     | Niger     |

| Data             | Luogo    | Squadra 1 | Risultato | Squadra 2 |
| ---------------- | -------- | --------- | --------- | --------- |
| 7 dicembre 1980  | Monrovia | Liberia   | 0 - 0     | Guinea    |
| 21 dicembre 1980 | Conakry  | Guinea    | 1 - 0     | Liberia   |

| Data             | Luogo  | Squadra 1 | Risultato | Squadra 2 |
| ---------------- | ------ | --------- | --------- | --------- |
| 12 ottobre 1980  | Douala | Camerun   | 2 - 0     | Zimbabwe  |
| 16 novembre 1980 | Harare | Zimbabwe  | 1 - 0     | Camerun   |

| Data             | Luogo  | Squadra 1 | Risultato          | Squadra 2 |
| ---------------- | ------ | --------- | ------------------ | --------- |
| 16 novembre 1980 | Fès    | Marocco   | 2 - 0              | Zambia    |
| 30 novembre 1980 | Lusaka | Zambia    | 2 - 0 4 - 5 d.c.r. | Marocco   |

| Data             | Luogo         | Squadra 1 | Risultato | Squadra 2 |
| ---------------- | ------------- | --------- | --------- | --------- |
| 6 dicembre 1980  | Lagos         | Nigeria   | 1 - 1     | Tanzania  |
| 20 dicembre 1980 | Dar es Salaam | Tanzania  | 0 - 2     | Nigeria   |

| Data             | Luogo        | Squadra 1  | Risultato | Squadra 2  |
| ---------------- | ------------ | ---------- | --------- | ---------- |
| 16 novembre 1980 | Antananarivo | Madagascar | 1 - 1     | Zaire      |
| 21 dicembre 1980 | Kinshasa     | Zaire      | 3 - 2     | Madagascar |

 Egitto,  Algeria,  Niger,  Guinea,  Camerun,  Marocco,  Nigeria e  Zaire qualificate al terzo turno.

## Terzo Turno
| Data           | Luogo      | Squadra 1 | Risultato | Squadra 2 |
| -------------- | ---------- | --------- | --------- | --------- |
| 1º maggio 1981 | Costantina | Algeria   | 4 - 0     | Niger     |
| 31 maggio 1981 | Niamey     | Niger     | 1 - 0     | Algeria   |

| Data           | Luogo   | Squadra 1 | Risultato | Squadra 2 |
| -------------- | ------- | --------- | --------- | --------- |
| 12 aprile 1981 | Conakry | Guinea    | 1 - 1     | Nigeria   |
| 15 aprile 1981 | Lagos   | Nigeria   | 1 - 0     | Guinea    |

| Data           | Luogo      | Squadra 1 | Risultato | Squadra 2 |
| -------------- | ---------- | --------- | --------- | --------- |
| 26 aprile 1981 | Casablanca | Marocco   | 1 - 0     | Egitto    |
| 8 maggio 1981  | Il Cairo   | Egitto    | 0 - 0     | Marocco   |

| Data           | Luogo    | Squadra 1 | Risultato | Squadra 2 |
| -------------- | -------- | --------- | --------- | --------- |
| 12 aprile 1981 | Kinshasa | Zaire     | 1 - 0     | Camerun   |
| 26 aprile 1981 | Yaoundé  | Camerun   | 6 - 1     | Zaire     |

 Algeria,  Nigeria,  Marocco e  Camerun qualificate al quarto turno.

## Quarto Turno
| Data            | Luogo      | Squadra 1 | Risultato | Squadra 2 |
| --------------- | ---------- | --------- | --------- | --------- |
| 10 ottobre 1981 | Lagos      | Nigeria   | 0 - 2     | Algeria   |
| 30 ottobre 1981 | Costantina | Algeria   | 2 - 1     | Nigeria   |

| Data             | Luogo   | Squadra 1 | Risultato | Squadra 2 |
| ---------------- | ------- | --------- | --------- | --------- |
| 15 novembre 1981 | Kenitra | Marocco   | 0 - 2     | Camerun   |
| 29 novembre 1981 | Yaoundé | Camerun   | 2 - 1     | Marocco   |

 Algeria e  Camerun qualificate alla fase finale.